# Jorge Romero
Jorge Romero (Buenos Aires, 1939. január 10. – 2015. február 20.) argentin nemzetközi labdarúgó-játékvezető. Teljes neve Jorge Eduardo Romero.

## Pályafutása

### Nemzeti játékvezetés
A küldési gyakorlat szerint rendszeres partbírói tevékenységet is végzett. Az I. Liga játékvezetőjeként 1989-ben vonult vissza.

### Nemzetközi játékvezetés
A Francia labdarúgó-szövetség Játékvezető Bizottsága (JB) terjesztette fel nemzetközi játékvezetőnek, a Nemzetközi Labdarúgó-szövetség (FIFA) 1976-tól tartotta nyilván bírói keretében. A FIFA JB központi nyelvei közül a spanyolt beszéli. Több nemzetek közötti válogatott és klubmérkőzést vezetett, vagy működő társának partbíróként segített. Az aktív nemzetközi játékvezetéstől 1989-ben búcsúzott.

#### Labdarúgó-világbajnokság

##### U20-as labdarúgó-világbajnokság
Ausztrália rendezte a 3., az 1981-es ifjúsági labdarúgó-világbajnokságot, ahol a FIFA JB bíróként foglalkoztatta.

###### 1981-es ifjúsági labdarúgó-világbajnokság
| Időpont           | Helyszín                       | Mérkőzés típusa              | Mérkőzés          | Eredmény | Nézők száma |
| ----------------- | ------------------------------ | ---------------------------- | ----------------- | -------- | ----------- |
| 1981. október 6.  | Olimpiai Stadion, Melbourne    | csoportmérkőzés (B. csoport) | Románia–Dél-Korea | 1 – 0    | 17 500      |
| 1981. október 14. | Cricket Ground Stadion, Sydney | egyik elődöntő               | Katar–Anglia      | 2 – 1    | 12 476      |

A világbajnoki döntőkhöz vezető úton Argentínába a XI., az 1978-as labdarúgó-világbajnokságra, Spanyolországba a XII., az 1982-es labdarúgó-világbajnokságra és Mexikóba a XIII., az 1986-os labdarúgó-világbajnokságra a FIFA JB játékvezetőként alkalmazta. Selejtező mérkőzéseket a CONMEBOL zónákban vezetett.

##### 1978-as labdarúgó-világbajnokság

###### Selejtező mérkőzés
| Időpont           | Helyszín                    | Mérkőzés típusa           | Mérkőzés      | Eredmény |
| ----------------- | --------------------------- | ------------------------- | ------------- | -------- |
| 1977. február 27. | Központi Stadion, Guayaquil | előselejtező (3. csoport) | Ecuador–Chile | 0 – 1    |

##### 1982-es labdarúgó-világbajnokság

###### Selejtező mérkőzés
| Időpont           | Helyszín                | Mérkőzés típusa           | Mérkőzés           | Eredmény |
| ----------------- | ----------------------- | ------------------------- | ------------------ | -------- |
| 1977. március 29. | Városi Stadion, Goiânia | előselejtező (1. csoport) | Brazília–Venezuela | 5 – 0    |

##### 1986-os labdarúgó-világbajnokság

###### Selejtező mérkőzés
| Időpont         | Helyszín                                    | Mérkőzés típusa           | Mérkőzés         | Eredmény | Nézők száma |
| --------------- | ------------------------------------------- | ------------------------- | ---------------- | -------- | ----------- |
| 1985. június 2. | Ramón Tahuichi Aguilera Stadion, Santa Cruz | előselejtező (3. csoport) | Bolívia–Brazília | 0 – 2    | 24 900      |

#### Copa América
Az 1983-as Copa América labdarúgó tornának nem volt házigazdája. A tornát a CONMEBOL szervezte, ahol CONMEBOL JB játékvezetőként alkalmazta.

##### 1983-as Copa América

###### Copa América mérkőzés
| Időpont             | Helyszín                       | Mérkőzés típusa              | Mérkőzés     | Eredmény | Nézők száma |
| ------------------- | ------------------------------ | ---------------------------- | ------------ | -------- | ----------- |
| 1983. augusztus 21. | Hernando Siles Stadion, La Paz | csoportmérkőzés (C. csoport) | Bilívia–Peru | 1 – 1    | 45 000      |

#### Olimpiai játékok
Az 1984. évi nyári olimpiai játékok labdarúgó tornájának végső szakaszán a FIFA JB mérkőzésvezetőként alkalmazta.

##### 1984-es nyári olimpiai játékok
| Időpont            | Helyszín                    | Mérkőzés típusa              | Mérkőzés                  | Eredmény | Nézők száma |
| ------------------ | --------------------------- | ---------------------------- | ------------------------- | -------- | ----------- |
| 1984. augusztus 2. | Stanford Stadion, Palo Alto | csoportmérkőzés (D. csoport) | Egyiptom–Egyesült Államok | 1 – 1    | 54 973      |
| 1984. augusztus 6. | Rose Bowl Stadion, Pasadena | egyik negyeddöntő            | Jugoszlávia–NSZK          | 5 – 2    | 58 439      |

#### Nemzetközi kupamérkőzések
Vezetett kupadöntők száma: 1.

##### Copa Libertadores
| Időpont            | Helyszín                                     | Mérkőzés típusa        | Mérkőzés                                   | Eredmény | Nézők száma |
| ------------------ | -------------------------------------------- | ---------------------- | ------------------------------------------ | -------- | ----------- |
| 1980. július 30.   | Estádio Beira-Rio, Porto Alegre              | döntő első mérkőzés    | SC Internacional–Club Nacional de Football | 0 – 0    | 70 000      |
| 1982. november 30. | Estadio Nacional de Chile, Santiago de Chile | döntő második mérkőzés | CD Cobreloa–CA Peñarol                     | 0 – 1    | 70 400      |